# Sophia (Okui Maszami-dal)
A Sophia (ソフィア) Okui Maszami 49. kislemeze. A címadó dal a Garo: Vanishing Line animesorozat záródala. A kislemez a 152. helyet érte el az Oricon kislemez eladási listán, egy hétig volt listán és 273 példányt adtak el belőle.

## Dallista
1. Sophia (ソフィア?)
2. The Countdown
3. Sophia (off vocal)
4. The Countdown (off vocal)